# Захаренко, Георгий Михайлович
Георгий Михайлович Захаренко (род. 12 января 1998, Темиртау, Карагандинская область) — казахстанский футболист, нападающий клуба «Экибастуз».

## Карьера
Футбольную карьеру начинал в 2015 году в составе клуба «Булат-АМТ».
1 января 2022 года подписал контракт с клубом «Экибастуз». 19 июня 2022 года в матче против клуба «Астана» дебютировал в казахстанской премьер-лиге (0:5), выйдя на замену на 67-й минуте вместо Еркебулана Тунгышбаева.

## Статистика
| Игровая карьера | Игровая карьера | Игровая карьера | Лига | Лига | Кубок | Кубок | Межд. | Межд. | Др. | Др. |
| --------------- | --------------- | --------------- | ---- | ---- | ----- | ----- | ----- | ----- | --- | --- |
| 2015            | Булат-АМТ       | Б               | 6    | 0    | —     | —     | —     | —     | —   | —   |
| 2016            | Шахтёр М        | В               | 10   | 0    | —     | —     | —     | —     | —   | —   |
| 2017            | Шахтёр-Булат    | Б               | 1    | 0    | —     | —     | —     | —     | —   | —   |
| 2017            | Шахтёр М        | В               | 24   | 4    | —     | —     | —     | —     | —   | —   |
| 2018            | Шахтёр-Булат    | Б               | 24   | 2    | —     | —     | —     | —     | —   | —   |
| 2018            | Шахтёр М        | В               | 2    | 0    | —     | —     | —     | —     | —   | —   |
| 2019            | Шахтёр-Булат    | Б               | 25   | 5    | —     | —     | —     | —     | —   | —   |
| 2020            | Шахтёр-Булат    | Б               | 1    | 0    | —     | —     | —     | —     | —   | —   |
| 2020            | Шахтёр М        | В               | 4    | 0    | —     | —     | —     | —     | —   | —   |
| 2021            | Шахтёр          | А               | —    | —    | 1     | 0     | —     | —     | —   | —   |
| 2021            | Шахтёр-Булат    | Б               | 22   | 4    | —     | —     | —     | —     | —   | —   |
| 2021            | Шахтёр М        | В               | 4    | 4    | —     | —     | —     | —     | —   | —   |
| 2022            | Аксу            | А               | 5    | 0    | 3     | 0     | —     | —     | —   | —   |
| 2022            | Экибастуз       | Б               | 12   | 1    | —     | —     | —     | —     | —   | —   |
| 2022            | Аксу М          | В               | 2    | 0    | —     | —     | —     | —     | —   | —   |